# Joffrey Lauvergne
Joffrey Lauvergne (* 30. September 1991 in Mülhausen, Frankreich) ist ein französischer Basketballspieler.

## Karriere

### Europa
Lauvergne spielte zwischen 2009 und 2012 für Élan Sportif Chalonnais in der ersten französischen Liga LNB Pro A. Mit Chalon wurde Lauvergne in der Saison 2011/12 französischer Meister sowie 2011 und 2012 französischer Pokalsieger.
Im November 2012, nach dem Ausscheiden seiner Mannschaft aus der EuroLeague, verließ Lauvergne Chalon und wechselte für einen Monat zu Valencia BC. In fünf Spielen in der spanischen Liga ACB erzielte er im Durchschnitt 5,8 Punkte und 3,8 Rebounds pro Spiel. Im Dezember unterschrieb Lauvergne einen Vertrag bis Juni 2015 beim serbischen Erstligisten KK Partizan Belgrad.
2013 und 2014 wurde Lauvergne mit Partizan Belgrad serbischer Meister. Im Jahr 2013 wurde zudem die Adriatische Basketballliga gewonnen.
Am 23. Juni 2014 unterschrieb Lauvergne einen Zweijahresvertrag beim russischen Verein BK Chimki. Er war dort unzufrieden mit seinen Einsatzzeiten und verließ den Verein im Februar 2015 wieder.

### NBA
In der NBA-Draft 2013 wurde Lauvergne in der zweiten Runde an 25. Stelle (Gesamt: 55.) von den Memphis Grizzlies rekrutiert und kurz darauf zu den Denver Nuggets transferiert.
Am 19. Februar 2015 unterschrieb Lauvergne seinen ersten NBA-Vertrag bei den Denver Nuggets und gab sein Debüt am 22. Februar beim Spiel gegen Oklahoma City Thunder. Mit 7,9 Punkten und 4,9 Rebounds je Begegnung verbuchte er in der Saison 2015/16 die besten statistischen Werte seiner NBA-Zeit. Zur Saison 2016/17 wechselte Lauvergne zu den Oklahoma City Thunder. Im Juli 2017 unterzeichnete er einen Vertrag bei den San Antonio Spurs.

### Rückkehr nach Europa
In der Sommerpause 2018 entschied sich der Franzose, der NBA den Rücken zu kehren und nahm ein Angebot des türkischen Spitzenklubs Fenerbahçe Istanbul an. Mit Fenerbahçe gewann er zweimal den türkischen Pokalwettbewerb. Im Sommer 2020 wechselte er zu Žalgiris Kaunas. Er wurde mit Kaunas 2021 litauischer Meister sowie 2021 und 2022 Pokalsieger. Mit seinem Wechsel zu ASVEL Lyon-Villeurbanne ging Lauvergne im Sommer 2022 in sein Heimatland zurück. Mitte Oktober 2022 erlitt er einen Kreuzbandriss.

### Nationalmannschaft
Im Juni 2013 wurde Lauvergne erstmals in die französische Nationalmannschaft berufen. Die Mannschaft konnte im Anschluss die Basketball-Europameisterschaft 2013 gewinnen. 2014 konnte Lauvergne mit der Nationalmannschaft die Bronzemedaille bei der Weltmeisterschaft gewinnen. Bei der Europameisterschaft 2015, die die französische Nationalmannschaft vollständig in Frankreich spielte, trug Lauvergne mit 9,6 Punkten pro Spiel zum Gewinn der Bronzemedaille bei.
2016 nahm Lauvergne mit der Nationalmannschaft an den Olympischen Spielen in Rio de Janeiro teil.

## Erfolge und Auszeichnungen

### Verein
- Französischer Pokalsieger: 2011, 2012
- Französischer Meister: 2012
- Sieger der Semaine des As 2012
- Finalist der EuroChallenge 2011/12
- Sieger der Serbischen Basketballliga: 2013, 2014
- Sieger der Adriatischen Basketballliga: 2013
- Türkischer Pokalsieger: 2019, 2020
- Litauischer Meister 2021
- Litauischer Pokalsieger 2021, 2022

### Nationalmannschaft
- . Platz bei der Basketball-Europameisterschaft 2013 in Slowenien
- . Platz bei der Basketball-Weltmeisterschaft 2014 in Spanien
- . Platz bei der Basketball-Europameisterschaft 2015